# Neocampanella
Neocampanella es un género de hongos en la familia Marasmiaceae. El género es monotípico y contiene a la especie Neocampanella blastanos.